# Hugo Launicke
Hugo Launicke (* 2. Februar 1909 in Roßleben; † 6. Juni 1975) war ein deutscher Parteifunktionär, Widerstandskämpfer gegen den Nationalsozialismus und Politiker.

## Leben
Launicke arbeitete zunächst als Bauarbeiter. 1923 trat er dem Kommunistischen Jugendverband Deutschlands (KJVD) und dem Arbeitersportverein bei. 1927 wurde er Mitglied der KPD. Er engagierte sich im Rotfrontkämpferbund.
Von 1929 bis 1931 war er Mitglied der Unterbezirksleitung des KJVD Naumburg und Teuchern. Nachdem Launicke 1930 nach Wiehe umzogen war, übernahm er ab 1931 die Funktion eines Instrukteurs des KJVD der Bezirksleitung Halle (Saale).
Im Februar 1933 erhielt er einen Kreisverweis wegen seiner politischen Tätigkeiten. Am 9. März 1933 wurde er verhaftet. Es folgten Misshandlungen und eine Überstellung an das Gefängnis in Naumburg. Das Schöffengericht Naumburg verurteilte ihn dort zu einer dreimonatigen Haftstrafe wegen der Beleidigung eines Bürgermeisters.
Am 17. Oktober 1935 erfolgte eine erneute Verurteilung. Das Kammergericht Berlin (5. Strafsenat) verhängte eine Strafe von vier Jahren Zuchthaus wegen Vorbereitung hochverräterischer Unternehmen. Die bürgerlichen Ehrenrechte wurden für fünf Jahre aberkannt. Nur kurze Zeit nach seiner Entlassung am 10. Mai 1939 wurde er jedoch im Juni erneut verhaftet und in das KZ Buchenwald, Außenkommando Rautalwerk Wernigerode deportiert. In diesem Lager gehörte er der illegalen Leitung der KPD im Lager an. Im April 1945 musste er an einem Todesmarsch teilnehmen, den er überlebte.
Nach dem Ende des Nationalsozialismus wurde Launicke noch 1945 Bürgermeister der Stadt Wiehe und bald darauf erster Landrat des Landkreises Eckartsberga. Diese Funktion hatte er bis 1950 inne. Nach Umbenennung des Landkreises Eckartsberga in Kreis Kölleda 1950 übernahm er die Funktion des Kreissekretärs der SED im Kreis Kölleda. Er hatte anschließend Funktionen bei der Nationalen Front in den Bezirken Halle und Magdeburg inne. 1955 wurde ihm als Bezirkssekretär der Nationalen Front Magdeburg der Vaterländische Verdienstorden in Bronze verliehen. Von 1958 bis 1963 war er Vorsitzender der Pionierorganisation Ernst Thälmann im Bezirk Magdeburg. Am 13. Juni 1974 übernahm er den Vorsitz des Komitees der antifaschistischen Widerstandskämpfer im Bezirk Magdeburg.
1973 erhielt er den Vaterländischen Verdienstorden der DDR in Gold. Er war auch Träger der Medaille für Kämpfer gegen den Faschismus 1933 bis 1945.
Nach seinem Tode benannte die Stadt Magdeburg ihm zu Ehren eine Straße (Hugo-Launicke-Straße), sowie eine Schule, die POS Hugo Launicke, im Stadtteil Neustädter Feld. In der thüringischen Gemeinde Bachra wurde ebenfalls eine Oberschule nach ihm benannt.

## Kritik
Der Historiker Mark Homann setzt sich in seiner Dissertation sehr kritisch mit der Rolle Launickes als "roter Kapo" im Wernigeröder Außenlager auseinander. Außerdem enthüllt er, dass Launicke die Geschichte dieses Konzentrationslagers und seine eigene Rolle im Widerstand unter grober Geschichtsfälschung darstellte und diese Sicht von den örtlichen Verantwortlichen bei der Gestaltung und im Betrieb der Mahn- und Gedenkstätte in Wernigerode lange Zeit kritiklos übernommen wurde.